# کورچا
کورچا (به اسپانیایی: Corsá) یک منطقهٔ مسکونی در اسپانیا است که در بایکس امپوردا واقع شده‌است. کورچا ۱۶٫۳ کیلومتر مربع مساحت دارد.